# Veuve Clicquot Ponsardin

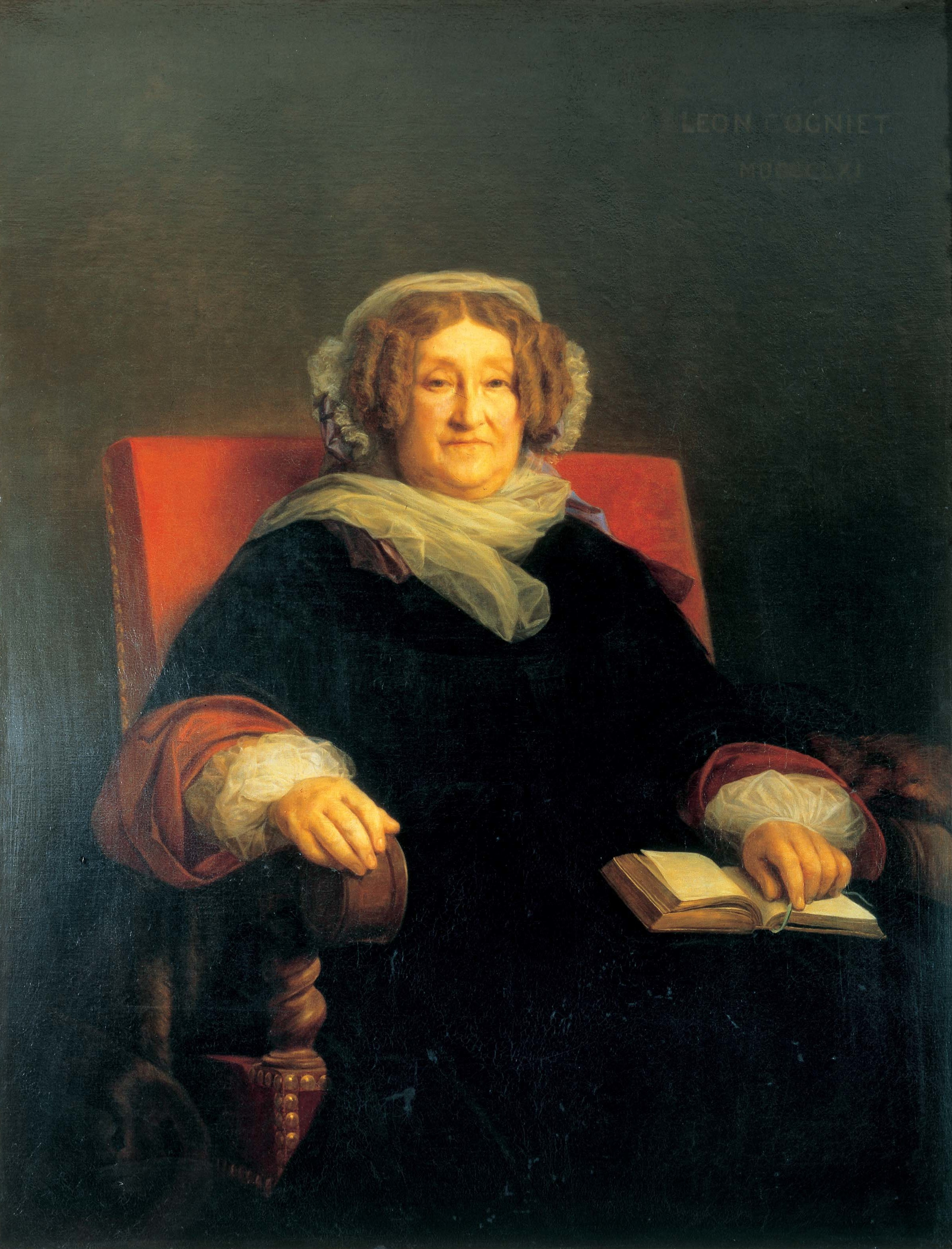
Porträt (ca. 1860) der Madame Clicquot Ponsardin; aktuelles (2015) Motiv der Korkenverschlüsse

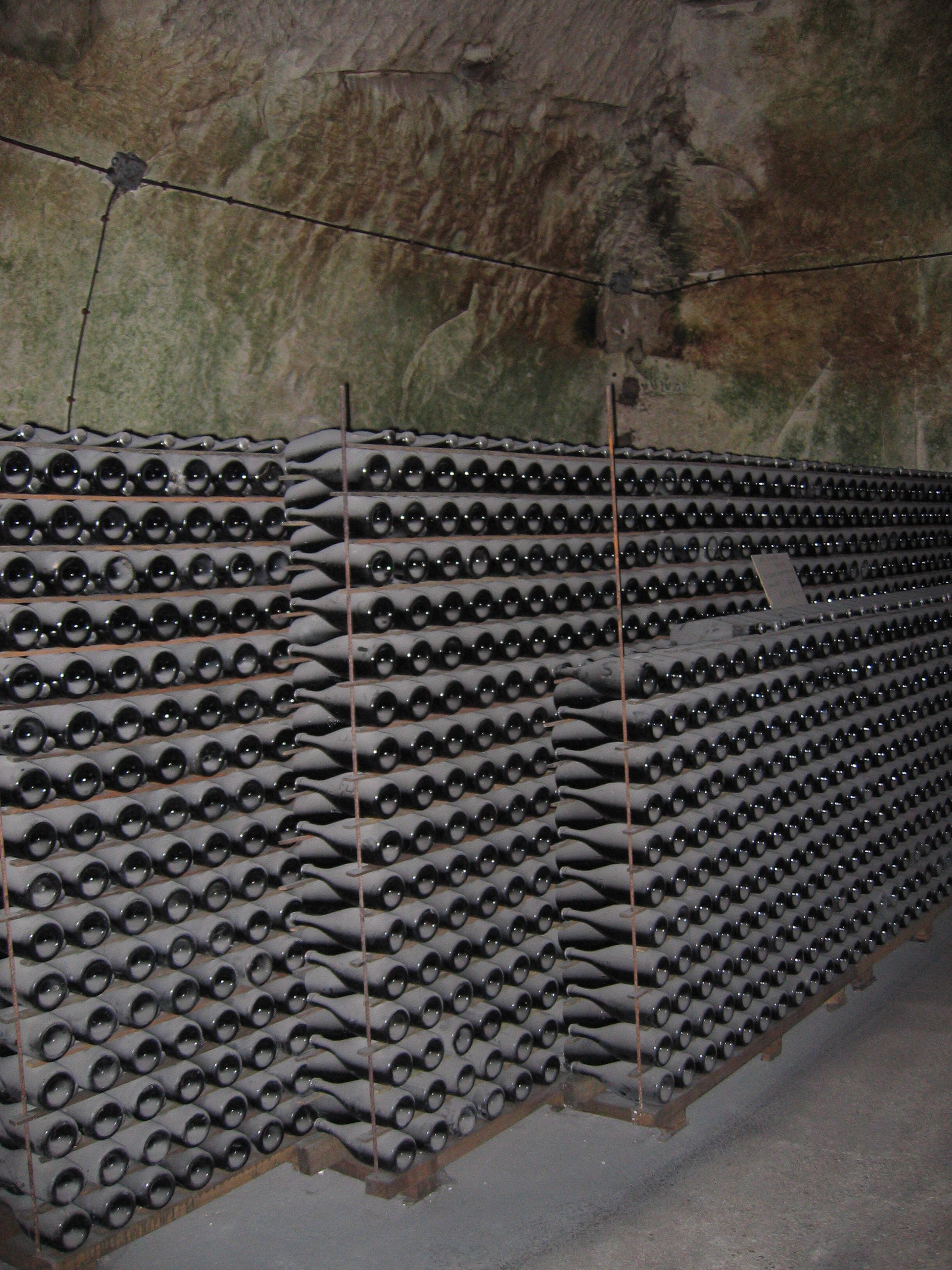
Regal mit Champagnerflaschen im Keller von Veuve Clicquot, Reims

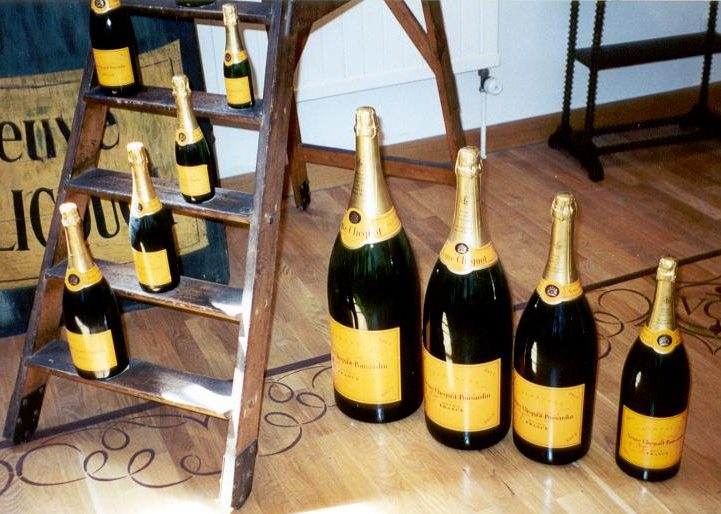
Verschiedene Flaschenformate im Vergleich, von links, auf der Leiter: Magnum, Imperial, Demi, Piccolo;
auf dem Boden stehend: Balthazar, Salmanazar, Methusalem, Jeroboam

Veuve Clicquot Ponsardin [vœv kli.kɔ pɔ̃saʁdɛ̃], kurz Veuve Clicquot, ist der Name einer der bekanntesten Champagnermarken.  Die Kellerei der Firma liegt in Reims in der französischen Provinz Champagne und gehört zur LVMH-Gruppe.

## Geschichte
1772 gründete Philippe Clicquot einen Weinhandel unter der Marke Clicquot. 1805 starb François Clicquot, der Sohn des Unternehmensgründers.
Seine 27-jährige Witwe (französisch: Veuve) Barbe-Nicole Clicquot-Ponsardin (1777–1866) übernahm daraufhin das Geschäft ihres verstorbenen Gatten. Während sich Europa nur schwer von den napoleonischen Kriegen erholte, gelang es ihr, ihren Champagner dank der tatkräftigen Unterstützung ihrer zumeist aus Deutschland stammenden Mitarbeiter in die ganze Welt zu exportieren. Sie stellte ihre Produkte an allen Herrschaftshöfen Europas vor und trug somit zur Ausstrahlung des französischen Savoir-vivre bei. Barbe-Nicole Clicquot korrespondierte mit ihren Handlungsreisenden – vor allem mit Ludwig „Louis“ Bohne, dem engsten Vertrauten ihres verstorbenen Mannes; sie inspizierte selbst nachts ihre Weinkeller, um über die Entwicklung der Cuvée zu wachen. Ihr Kellermeister Anton von Müller, französisch Antoine de Muller (1788–1859), ein gebürtiger Schwabe, erfand um 1813 das Rüttelverfahren.
Ihr Einfluss auf die deutsche Sektindustrie ist nicht zu unterschätzen: Georg Christian von Kessler arbeitete von 1807 bis 1825/26 im Hause Veuve Clicquot (seit 1810 als Prokurist, fünf Jahre später als Teilhaber) und gründete nach diesem Engagement 1826 in Esslingen am Neckar die erste deutsche Sektkellerei. 1841 zog sich die Witwe Clicquot aus dem Unternehmen zurück, ihr Nachfolger wurde Eduard Werle, seit 1822 Kellermeister und später Teilhaber des Hauses Clicquot. Madame Clicquot starb 1866 im Alter von 88 Jahren. 1884 übernahm der Sohn von Eduard Werle, Alfred Werlé, die Firmenleitung.

## Trivia
Als 1813 der Vater von Nicole Ponsardin zum Baron des 1. Napoleonischen Reiches ernannt wurde, erhielt er als Auszeichnung ein Wappen, dessen Inhalt er selbst bestimmen konnte. Er entschied sich für die Darstellung einer Brücke (frz. Pont), unterhalb derer eine Sardine abgebildet war. Das daraus entstehende Wortspiel Pon(t) Sardin(e) gab seinem Namen damit eine satirische Bedeutung. Im Jahr 2012 wurde daraufhin eine Sonderedition der Marke Veuve Clicquot Yellow Label in Form einer Sardinenbüchse herausgebracht.
In Umberto Giordanos Oper Fedora wird der Champagner der Witwe Clicquot in einer Arie besungen.

## Literatur

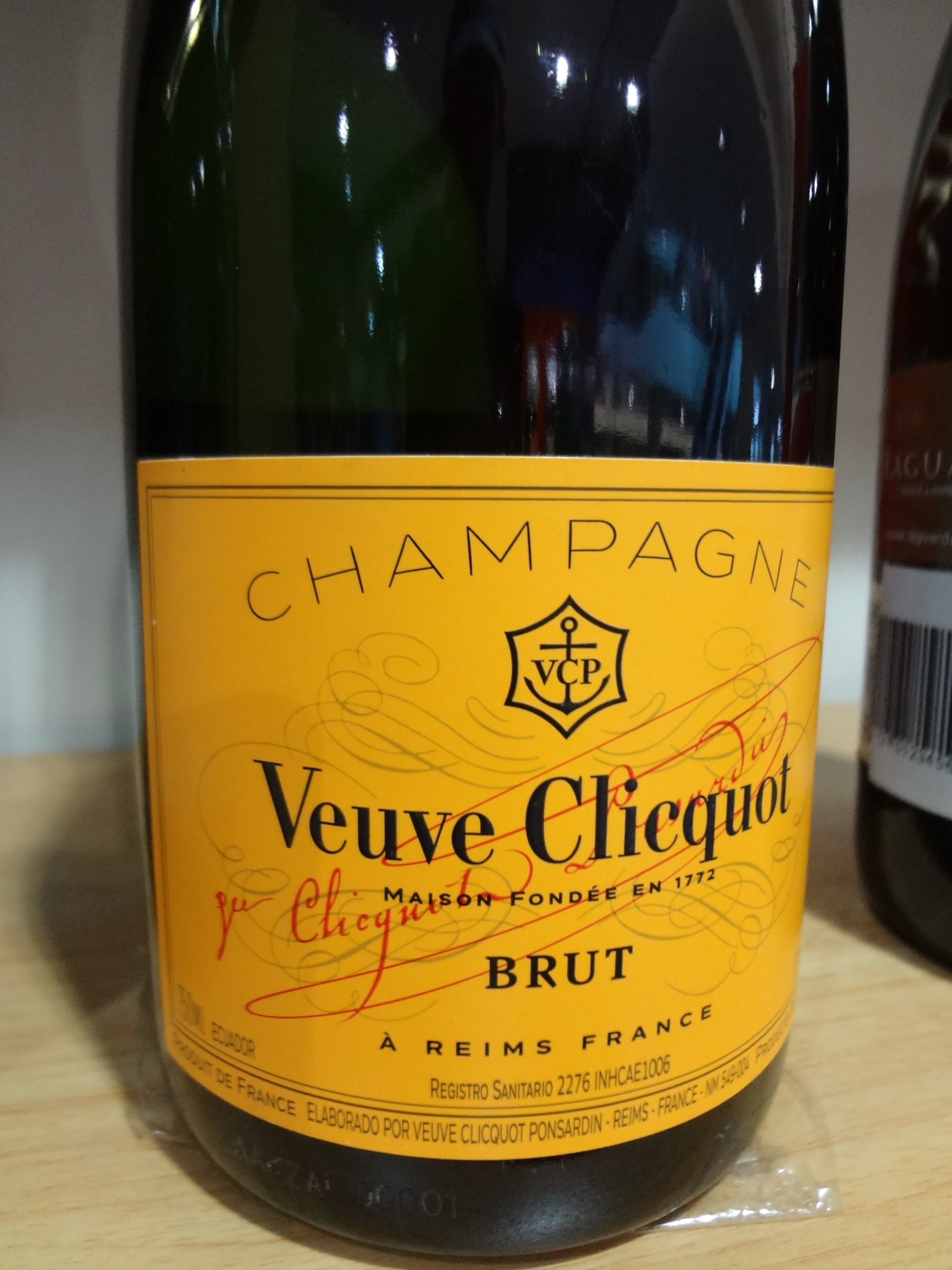

## Zitat
„Wie lieb und luftig perlt die Blase / 
Der Witwe Klicko in dem Glase.“